# ヴロツワフの小人
ヴロツワフの小人（ヴロツワフのこびと、ポーランド語、Wrocławskie krasnale）とは、ポーランドのドルヌィ・シロンスク県都ヴロツワフ市に設置されている観光者向けのアトラクションである。1980年にポーランドの政党「オレンジ・オルタナティブ」が、当時の共産主義政治に対してのデモ、「オレンジ・オルタナティブ運動」のため、風刺的にヴロツワフ旧市街地に”お父さん小人”を設置したのが始まりである。

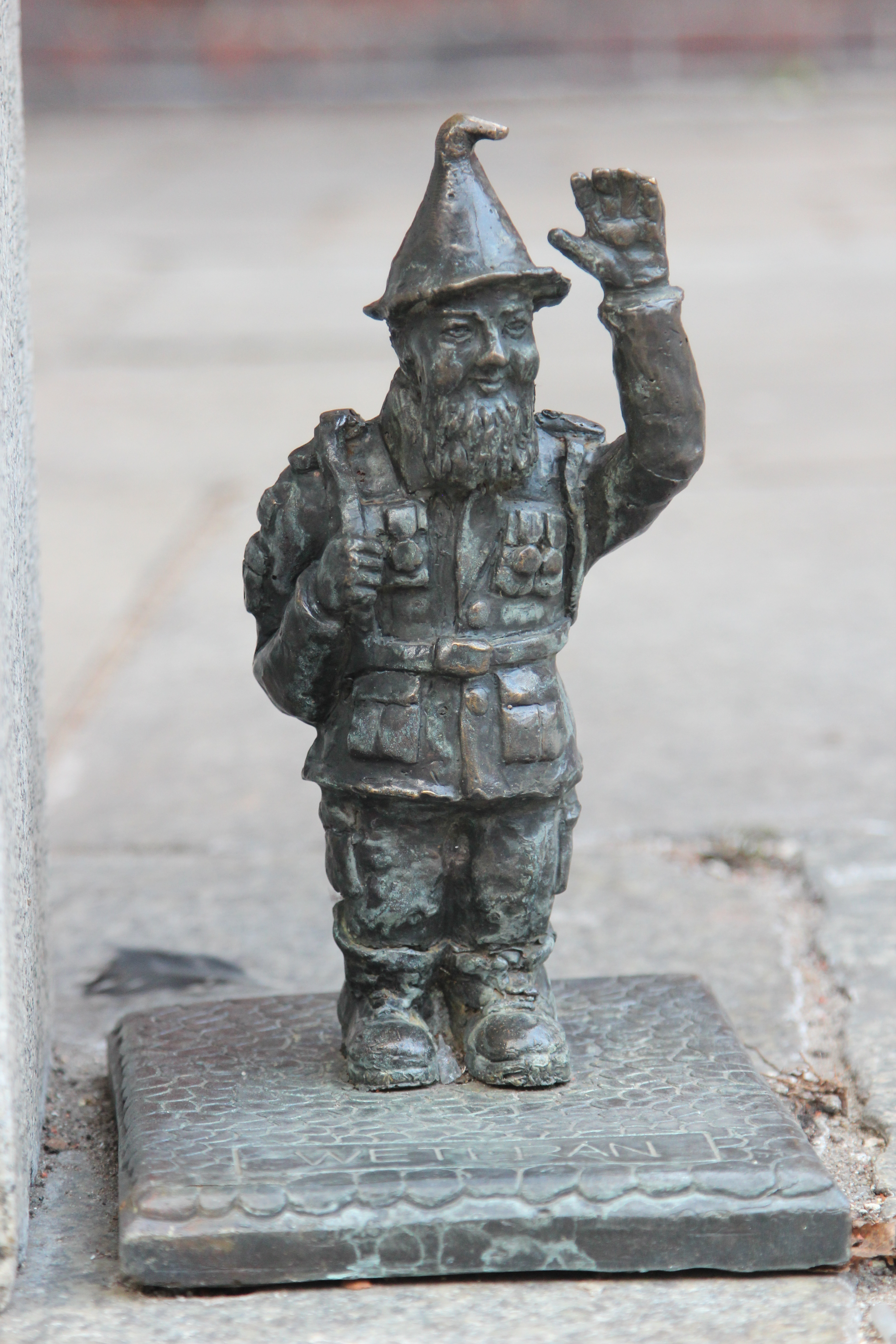
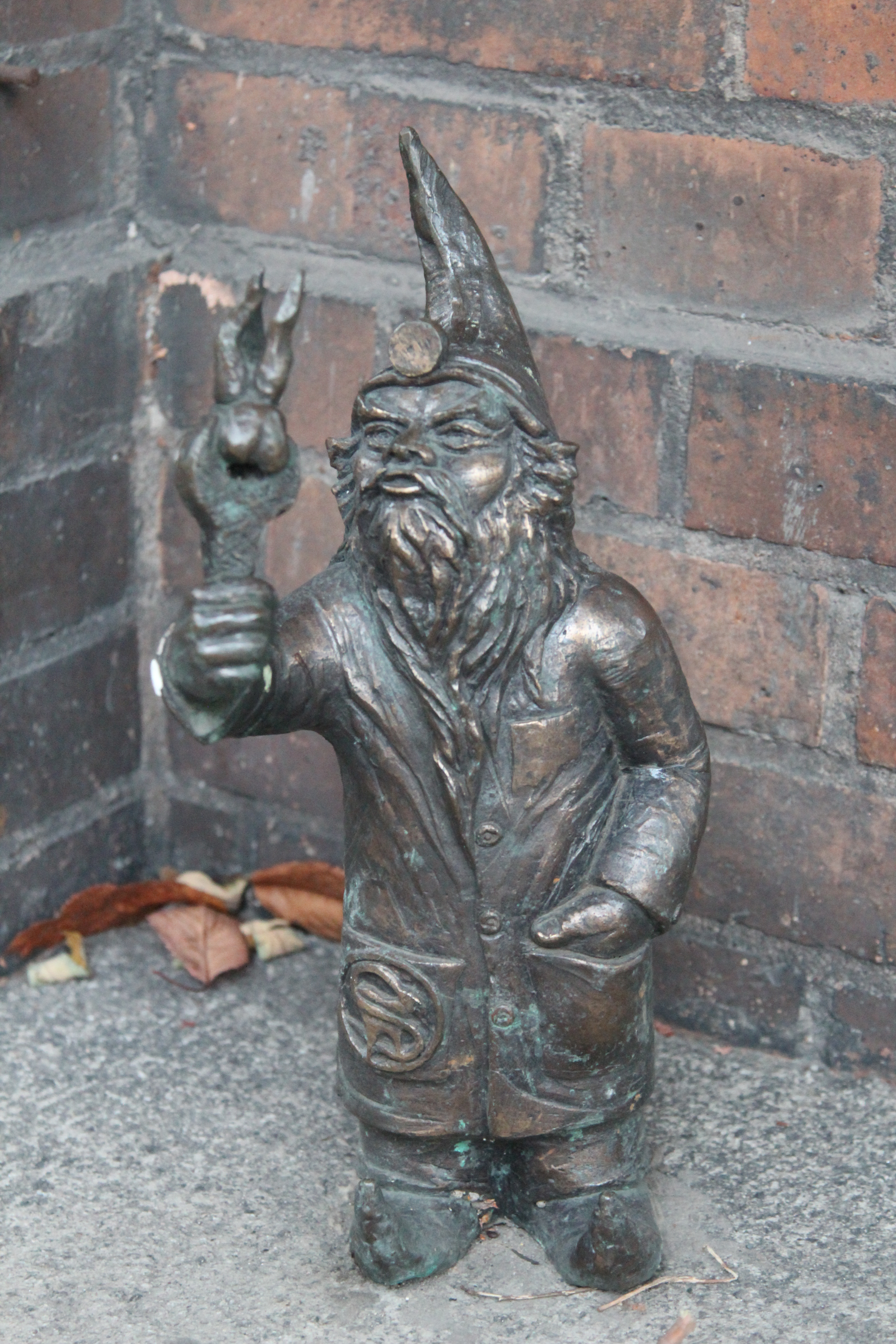
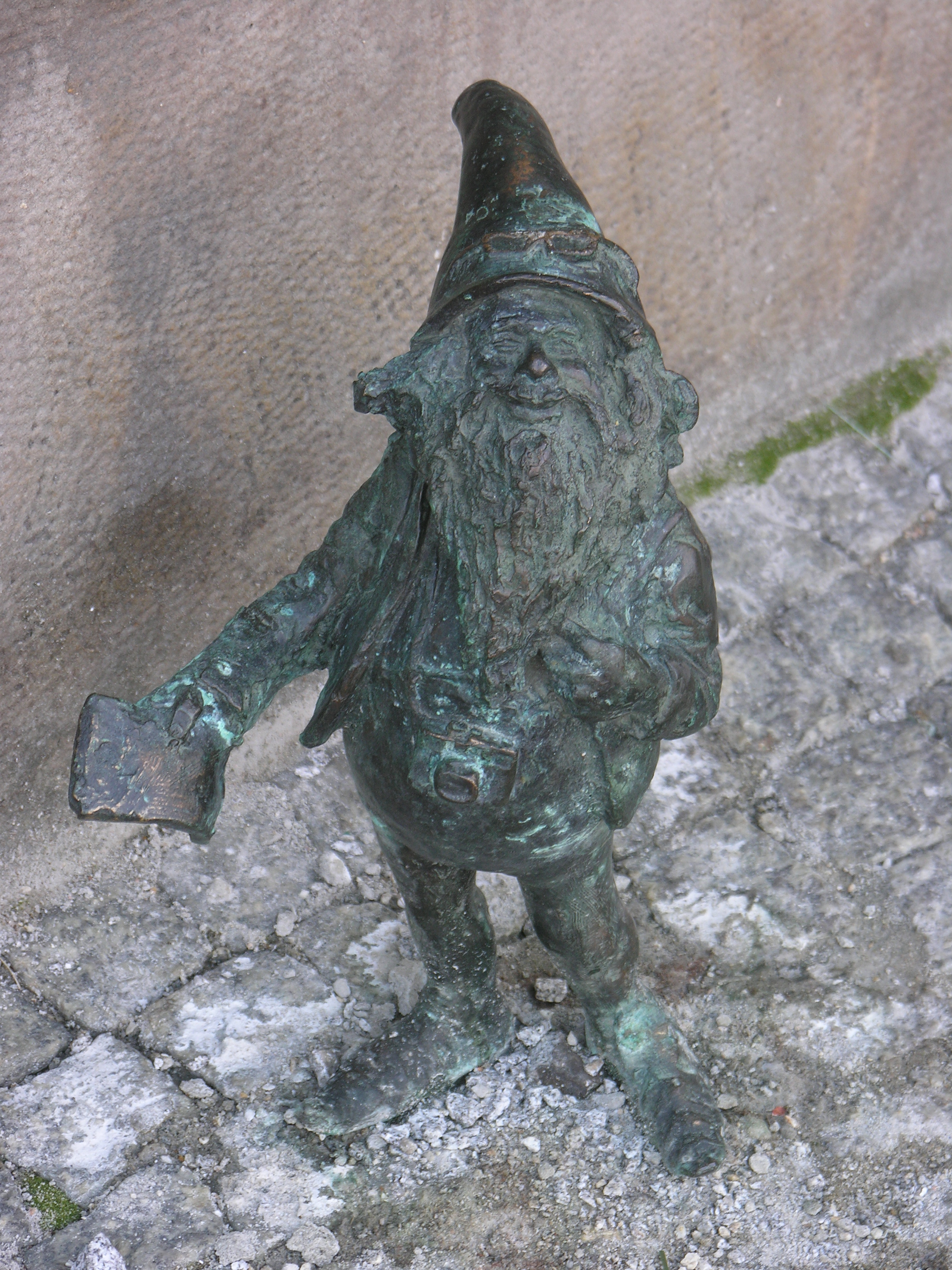

2001年夏、芸術大学の学生によるプロジェクトのため、新たな小人が街に設置されたのをきっかけに、2004年には芸術家Tomasz Moczek氏が12体の小人を制作した。小人はそれぞれが特徴的で、個々に名前とその小人に纏わる伝説などがあるとされている。2009年には95体が設置され、350体以上の小人が道端や店先など、町のいたるところに設置されている。市内では小人ガイドツアーや小人マップなども提供されている。